# Guaven
Die Guaven (Psidium), auch Guayaven genannt, sind eine Pflanzengattung in der Familie der Myrtengewächse (Myrtaceae). Diese Gattung hat eine rein neotropische Verbreitung.

## Beschreibung

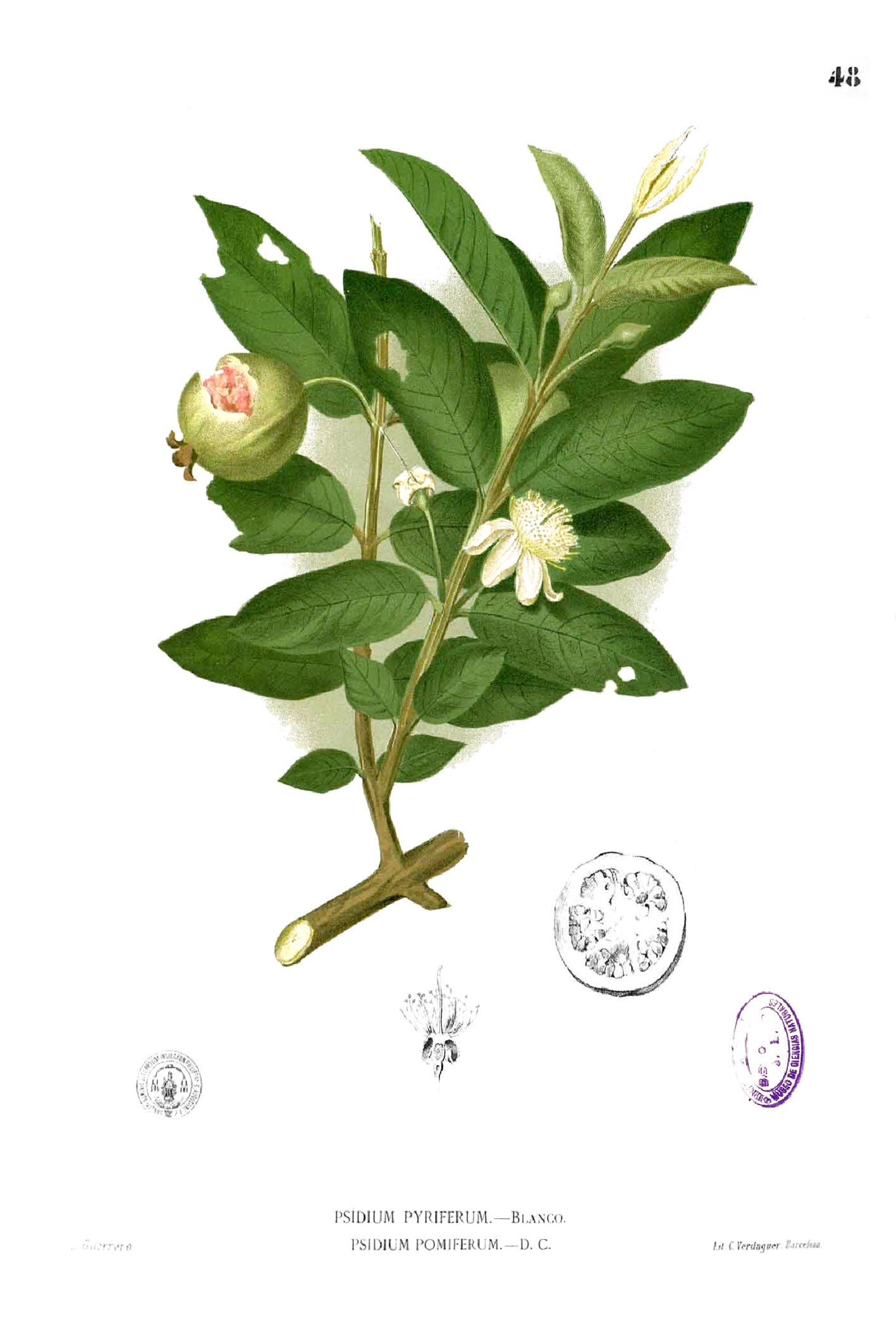
Illustration der Echten Guave (Psidium guajava)

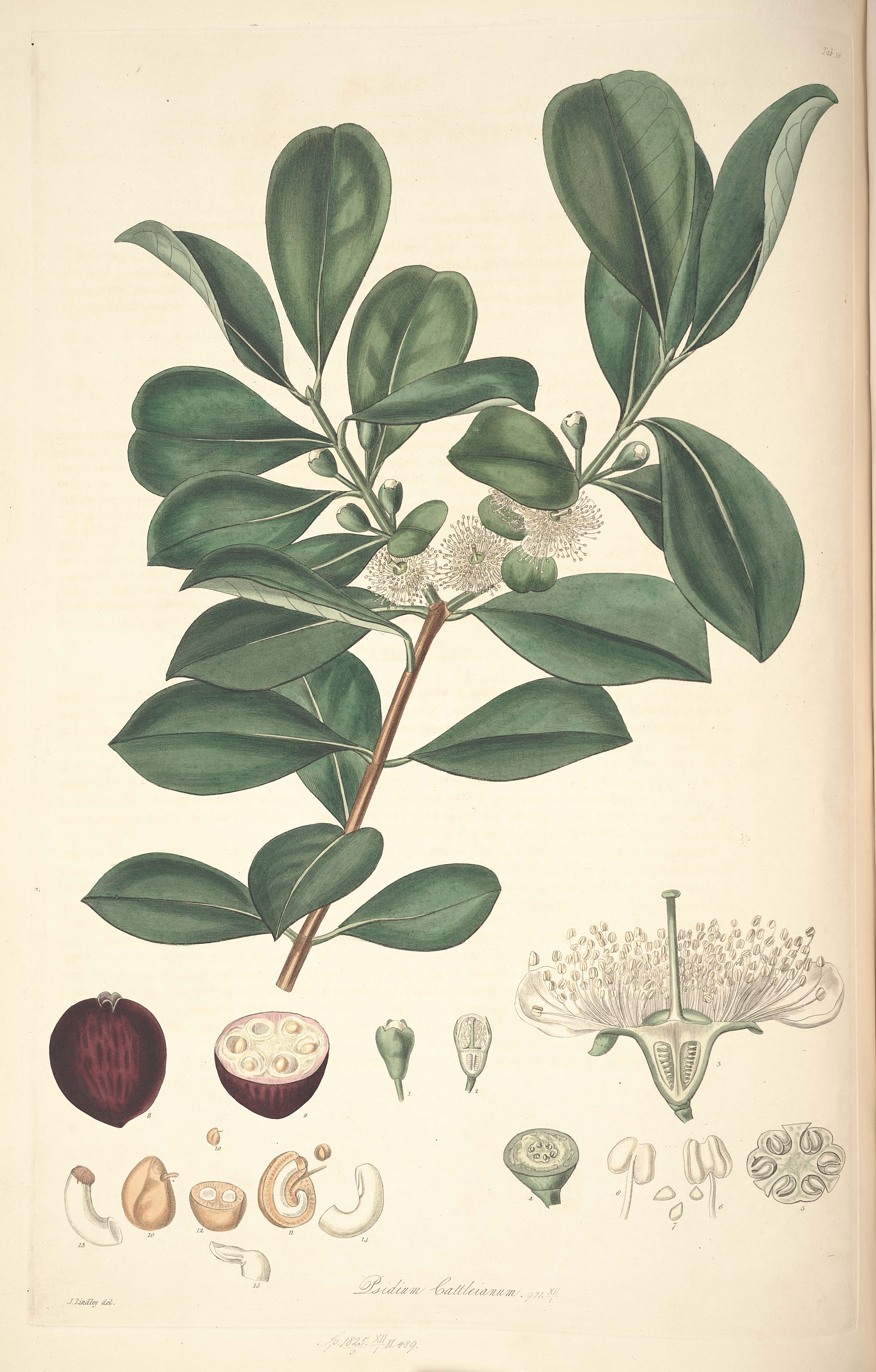
Illustration der Erdbeer-Guave (Psidium cattleyanum) aus John Lindley: Collectanea botanica, 1821

### Erscheinungsbild, Rinde und Laubblätter
Psidium-Arten sind verholzende Pflanzen und wachsen als immergrüne Sträucher oder kleine Bäume. Die Borke ist grau und glatt. Die Rinde der Zweige ist behaart. Die gegenständig an den Zweigen angeordneten Laubblätter sind in Blattstiel und Blattspreite gegliedert. Die einfachen Blattspreiten besitzen eine Fiedernervatur.

### Blüten
Die Blüten stehen einzeln oder paarweise in den Blattachseln über zwei Tragblättern. Die relativ großen, zwittrigen Blüten sind vier- bis fünfzählig mit doppelter Blütenhülle (Perianth). Der glocken- bis krugförmige Blütenbecher (Hypanthium) ist mit dem Fruchtknoten verwachsen. Die vier oder fünf Kelchblätter sind ungleich. Die vier oder fünf Kronblätter sind weiß. In vielen Kreisen stehen insgesamt viele Staubblätter mit ellipsoiden Staubbeuteln. Der unterständige Fruchtknoten ist vier-, fünf- oder mehrkammerig. In jeder Fruchtknotenkammer befinden sich zahlreiche Samenanlagen. Der lineale Griffel endet in einer ausgedehnten Narbe.

### Früchte und Samen
Die kugeligen bis birnenförmigen, fleischigen Beeren enthalten viele Samen. Auf der Beere sind die haltbaren Kelchblätter erkennbar. Die gut entwickelte Plazenta ist fleischig. Die Samen besitzen eine harte Samenschale und einen gekrümmten Embryo mit langem Hypocotyl sowie zwei kurzen Keimblättern (Kotyledonen).

## Systematik und Verbreitung
Carl von Linné stellte 1753 die Gattung Psidium mit der Typusart Psidium guajava L. in Species Plantarum, 1, S. 470 auf. Synonyme für Psidium L. sind: Calyptropsidium O.Berg, Corynemyrtus (Kiaersk.) Mattos, Cuiavus Trew, Episyzygium Suess. & A.Ludw., Guajava Mill., Guayaba Noronha nom. nud., Mitropsidium Burret.
Die Gattung Psidium gehört zur Tribus Myrteae in der Unterfamilie Myrtoideae innerhalb der Familie Myrtaceae.
Die Arten der neotropischen Gattung Psidium gedeihen in tropischen bis subtropischen Gebieten. Ein Zentrum der Artenvielfalt sind karibische Inseln; allein auf Kuba sind etwa 22 Arten endemisch.

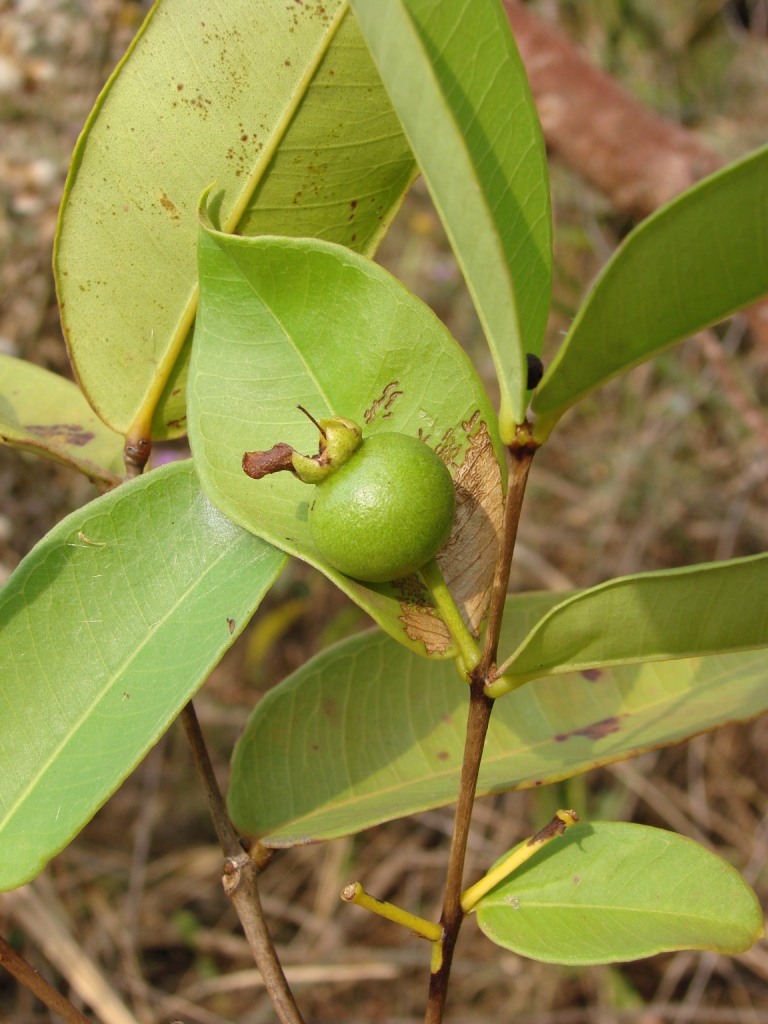
Laubblätter und Frucht von Psidium firmum

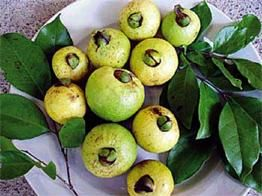
Früchte von Psidium friedrichsthalianum

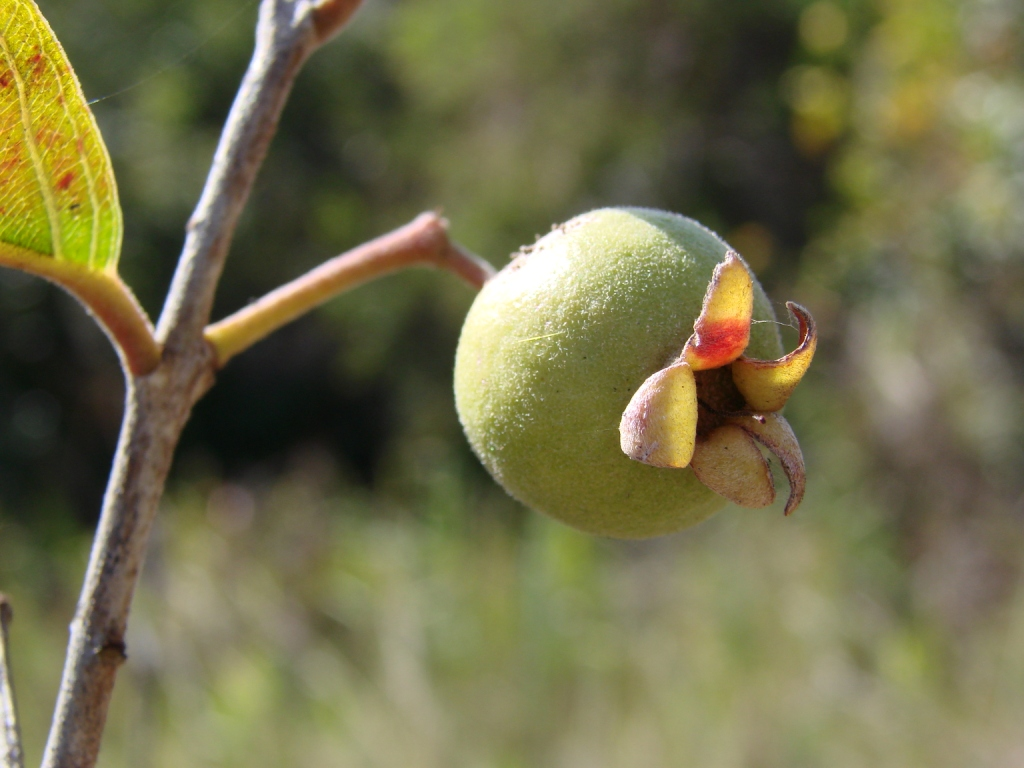
Junge Frucht von Psidium grandifolium

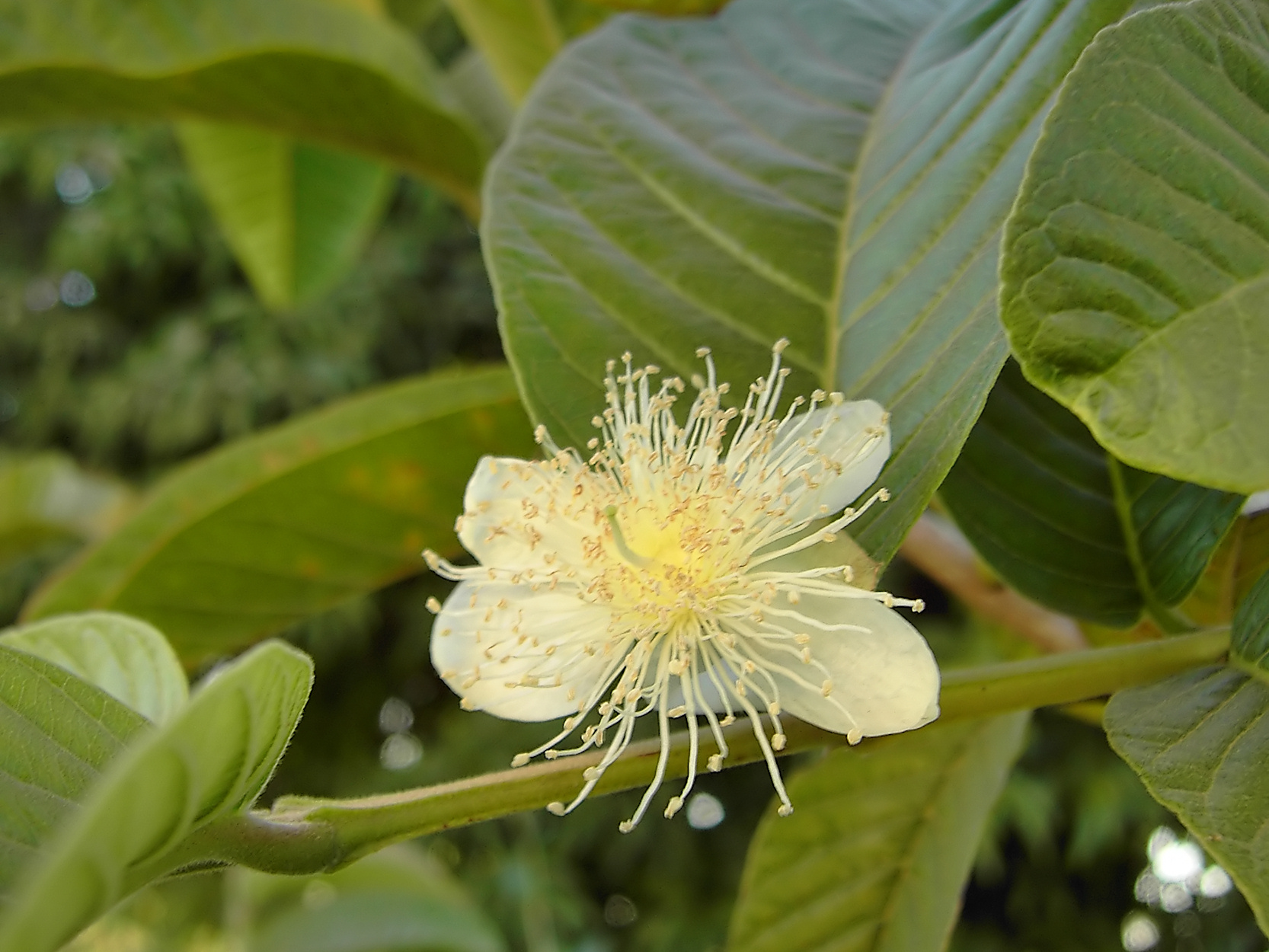
Laubblätter und Blüten der Echten Guave (Psidium guajava)

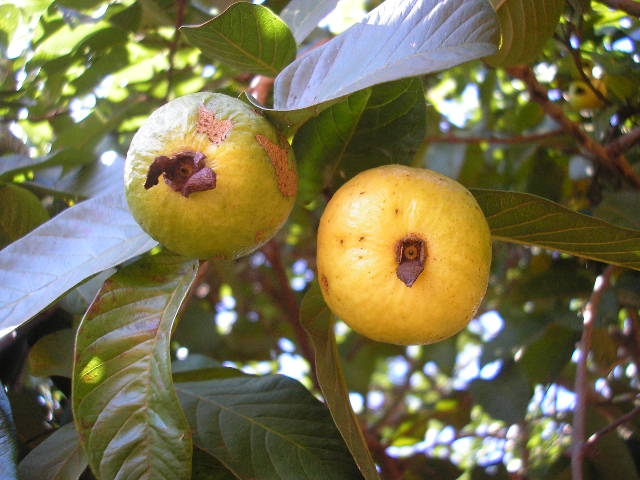
Laubblätter und Früchte der Echten Guave (Psidium guajava)

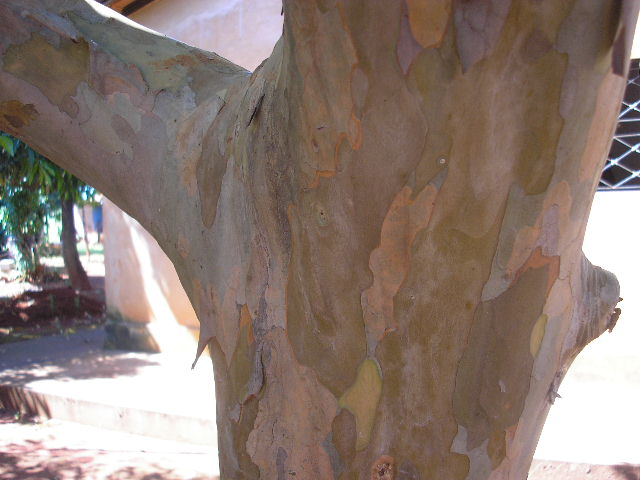
Borke der Echten Guave (Psidium guajava)

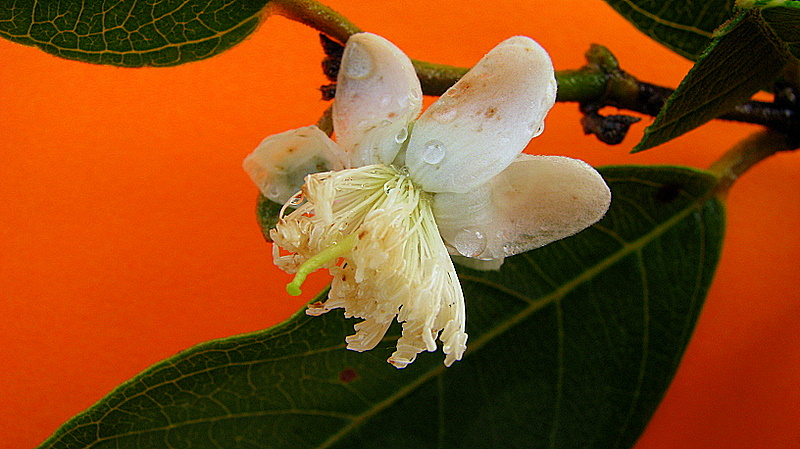
Blüte von Psidium guineense

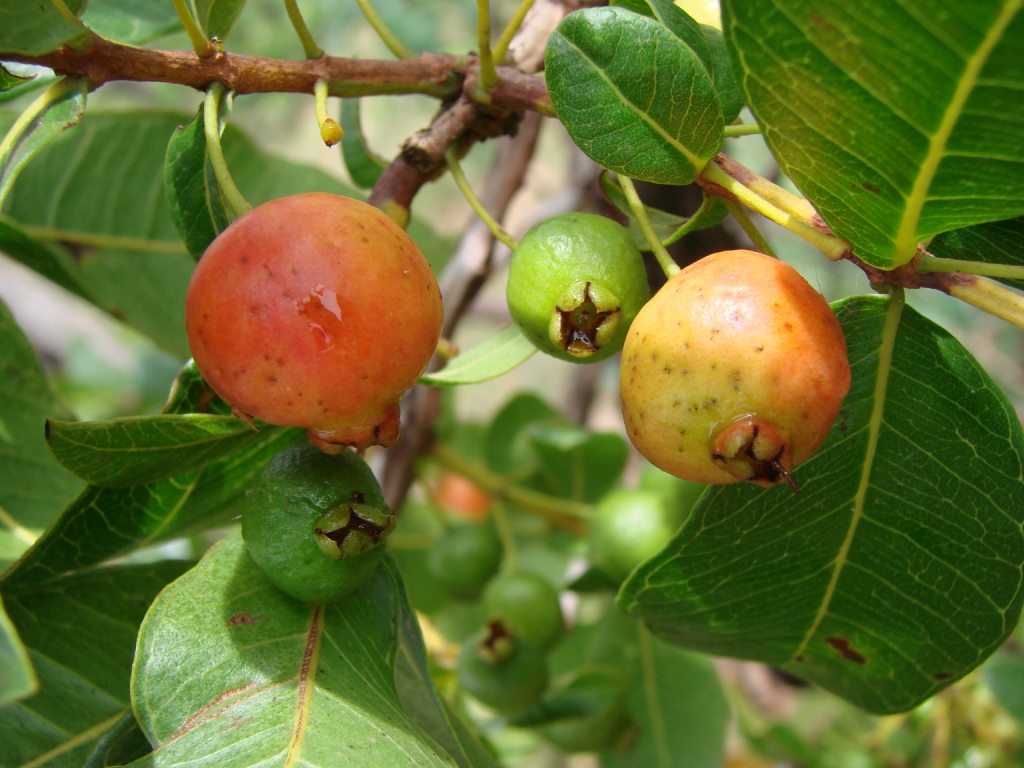
Laubblätter und Früchte von Psidium longipetiolatum

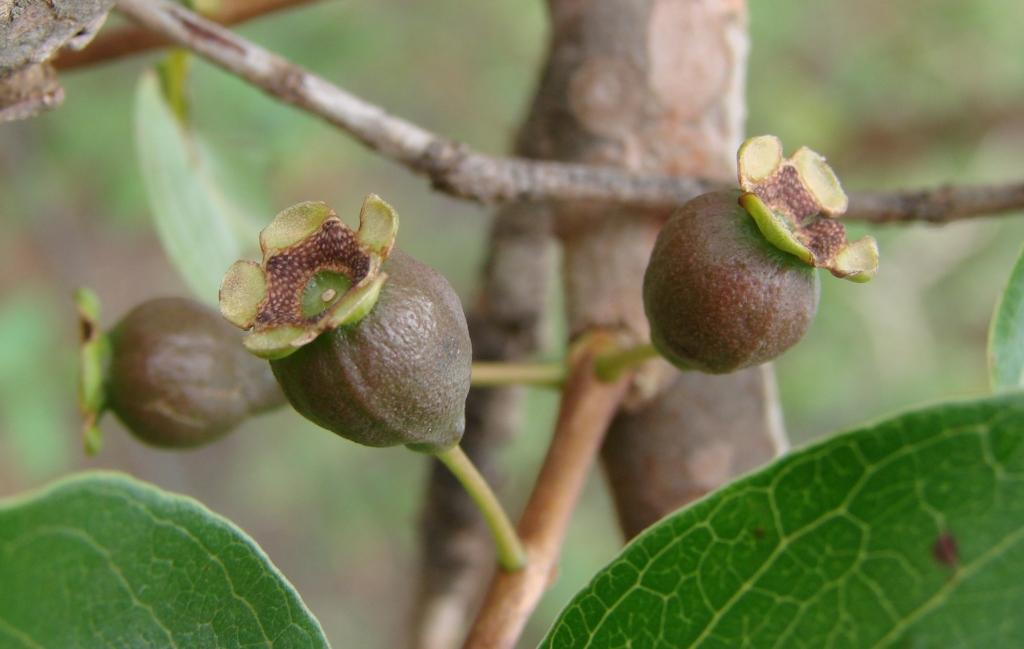
Früchte von Psidium myrtoides

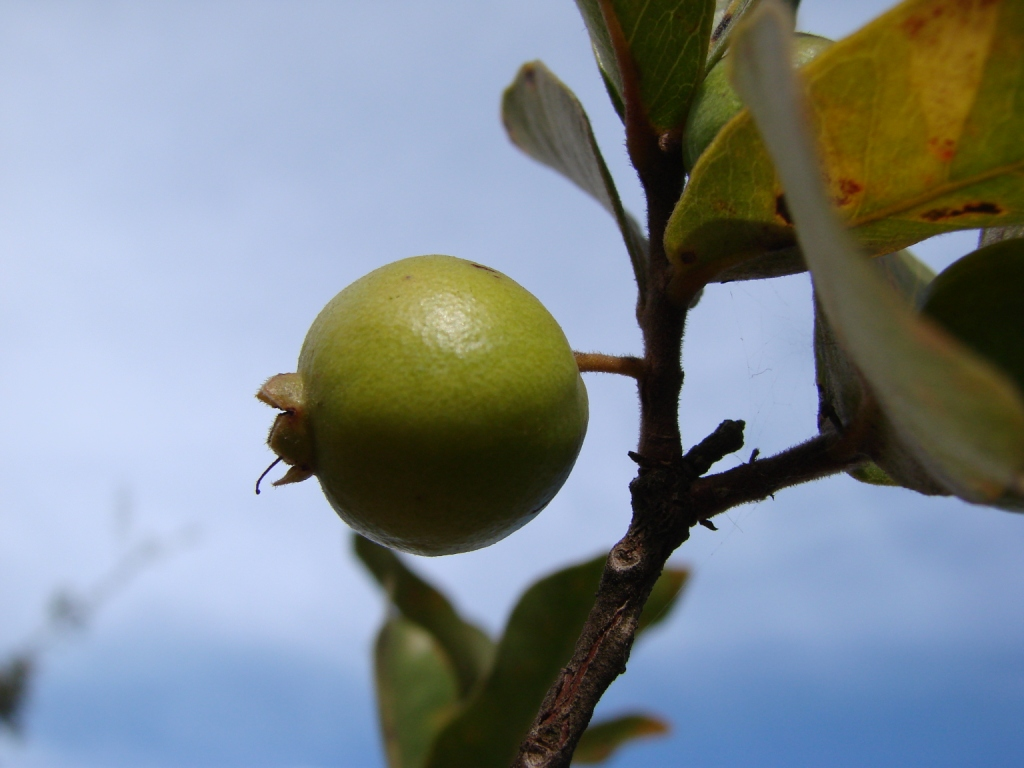
Frucht von Psidium salutare var. pohlianum

Zur Gattung Psidium gehören 91 bis 150 Arten:
- Psidium acidum (Mart. ex DC.) Landrum (Syn.: Psidium apiculatum Mattos): Sie kommt von Ecuador bis Peru und Brasilien vor.[3]
- Psidium acranthum Urb.: Dieser Endemit kommt nur in der Dominikanischen Republik vor.[3]
- Psidium acunae Borhidi: Dieser Endemit kommt nur in Kuba vor.[3]
- Psidium acutangulum Mart. ex DC. (Syn.: Psidium persoonii McVaugh): Sie ist im tropischen Südamerika verbreitet.[3]
- Psidium albescens Urb.: Dieser Endemit kommt in Jamaika vor.[3]
- Psidium amplexicaule Pers. (Syn.: Psidium dumetorum Proctor, Psidium harrisianum Urb., Psidium sessilifolium Alain): Sie kommt in der Karibik und im nordöstlichen Brasilien vor.[3]
- Psidium appendiculatum Kiaersk.: Sie kommt auf den Kleinen Antillen, im nördlichen Venezuela und im östlichen Brasilien vor.[3]
- Psidium araucanum Soares-Silva & Proença: Sie kommt in Brasilien vor.[3]
- Psidium australe Cambess.: Die drei Varietäten sind von Venezuela bis Paraguay verbreitet:
  - Psidium australe var. argenteum (O.Berg) Landrum
  - Psidium australe var. australe
  - Psidium australe var. suffruticosum (O.Berg) Landrum
- Psidium bahianum Landrum & Funch: Sie kommt im brasilianischen Bundesstaat Bahia vor.[3]
- Psidium balium Urb.: Dieser Endemit kommt nur im östlichen Kuba vor.[3]
- Psidium brevifolium Alain: Dieser Endemit kommt nur in der Dominikanischen Republik vor.[3]
- Psidium brownianum Mart. ex DC.: Sie kommt von Venezuela bis ins östliche Brasilien vor.[3]
- Psidium calyptranthoides Alain: Dieser Endemit kommt nur in Puerto Rico vor.[3]
- Erdbeer-Guave (Psidium cattleyanum Afzel. ex Sabine, Syn.: Psidium littorale Raddi, Psidium arboreum Vell.): Sie kommt im östlichen und südlichen Brasilien und in Uruguay vor.[3]
- Psidium cauliflorum Landrum & Sobral: Sie kommt im brasilianischen Bundesstaat Bahia vor.[3]
- Psidium celastroides Urb.: Dieser Endemit kommt nur in Kuba vor.[3]
- Psidium cymosum Urb.: Dieser Endemit kommt nur im westlichen Kuba vor.[3]
- Psidium densicomum Mart. ex DC.: Sie ist im tropischen Südamerika verbreitet.[3]
- Psidium dictyophyllum Urb. & Ekman: Dieser Endemit kommt nur auf Hispaniola vor.[3]
- Psidium donianum O.Berg: Sie kommt in Brasilien vor.[3]
- Psidium eugenii Kiaersk.: Sie kommt im südöstlichen Brasilien vor.[3]
- Psidium firmum O.Berg: Sie kommt in Brasilien vor.[3]
- Psidium friedrichsthalianum (O.Berg) Nied. (Costa Rica Guava oder Cas Guava): Sie ist vom südlichen Mexiko bis ins östliche Venezuela verbreitet.[3]
- Psidium fulvum McVaugh: Sie kommt in Peru vor.[3]
- Galapagos-Guave (Psidium galapagaeum Hook. f.): Dieser Endemit kommt nur auf den Galapagosinseln vor.[3]
- Psidium ganevii Landrum & Funch: Sie kommt im brasilianischen Bundesstaat Bahia vor.[3]
- Psidium gaudichaudianum Proença & Faria: Die 2017 erstbeschriebene Art kommt in Brasilien vor.[3]
- Psidium giganteum Mattos: Sie kommt in Brasilien vor.[3]
- Psidium glaziovianum Kiaersk.: Sie kommt im südöstlichen Brasilien vor.[3]
- Psidium grandifolium Mart. ex DC. (Syn.: Psidium cinereum Mart. ex DC.): Sie kommt in Bolivien, Brasilien, Argentinien und Paraguay vor.[3]
- Psidium grazielae Tuler & M.C.Souza: Die 2017 erstbeschriebene Art kommt in Brasilien vor.[3]
- Echte Guave (Psidium guajava L., Syn.: Psidium cujavillus Burm. f., Psidium pomiferum L., Psidium pumilum Vahl, Psidium pyriferum L., Psidium globosum Larrañaga): Die Heimat ist das tropische und subtropische Amerika.[3]
- Psidium guayaquilense Landrum & Cornejo: Die 2016 erstbeschriebene Art kommt in Ecuador vor.[3]
- Guinea-Guava (Psidium guineense Sw., Syn.: Psidium hians Mart. ex DC.): Sie ist von Mexiko bis ins tropische Südamerika verbreitet.[3]
- Psidium guyanense Pers.: Sie kommt vom nördlichen Südamerika bis ins nördliche Brasilien vor.[3]
- Psidium haitiense Alain: Dieser Endemit kommt nur in Haiti vor.[3]
- Psidium ×hasslerianum Barb.Rodr. (= Psidium guajava × Psidium guineense): Sie ist im tropischen Zentral- bis Südamerika verbreitet.[3]
- Psidium hotteanum Urb. & Ekman: Dieser Endemit kommt nur in Haiti vor.[3]
- Psidium huanucoense Landrum: Sie kommt in Peru vor.[3]
- Psidium inaequilaterum O.Berg: Sie kommt im südöstlichen Brasilien vor.[3]
- Psidium itanareense O.Berg: Sie kommt in Brasilien vor.[3]
- Psidium jacquinianum (O.Berg) Mattos: Sie kommt wohl in Südamerika vor.[3]
- Psidium jakuscianum Borhidi: Dieser Endemit kommt nur in Kuba vor.[3]
- Psidium kennedyanum Morong: Sie kommt in Brasiliane, Paraguay und im nordöstlichen Argentinien vor.[3]
- Psidium langsdorffii O.Berg: Sie kommt im brasilianischen Bundesstaat Minas Gerais vor.[3]
- Psidium laruotteanum Cambess.: Sie kommt von Costa Rica bis Paraguay vor.[3]
- Psidium longipetiolatum D.Legrand: Sie kommt im südlichen Brasilien vor.[3]
- Psidium lourteigiae D.Legrand: Sie kommt in Brasilien vor.[3]
- Psidium loustalotii Britton & P.Wilson: Sie kommt in Kuba vor.[3]
- Psidium macahense O.Berg: Sie kommt in Brasilien vor.[3]
- Psidium maribense Mart. ex DC.: Sie kommt in Kolumbien, in Venezuela und im nördlichen Brasilien vor.[3]
- Psidium minutifolium Krug & Urb.: Dieser Endemit kommt nur im nordöstlichen Kuba vor.[3]
- Psidium misionum D.Legrand: Sie kommt in Bolivien, Brasilien, Paraguay und Argentinien vor.[3]
- Berg-Guave (Psidium montanum Sw.): Dieser Endemit kommt nur in Jamaika vor.[3]
- Psidium munizianum Borhidi: Dieser Endemit kommt nur in Kuba vor.[3]
- Psidium myrsinites DC.: Sie kommt in Bolivien und Brasilien vor.[3]
- Psidium myrtoides O.Berg (Syn.: Psidium canum Mattos:): Sie kommt in Brasilien vor.[3]
- Psidium nannophyllum Alain: Dieser Endemit kommt nur in der Dominikanischen Republik vor.[3]
- Psidium navasense Britton & P.Wilson: Dieser Endemit kommt nur im östlichen Kuba vor.[3]
- Psidium nummularia (C.Wright ex Griseb.) C.Wright: Dieser Endemit kommt nur in Kuba vor.[3]
- Psidium nutans O.Berg: Sie kommt im tropischen Mittel- und Südamerika vor.[3]
- Psidium oblongatum O.Berg: Sie kommt in Brasilien vor.[3]
- Psidium oblongifolium O.Berg: Sie kommt im südöstlichen Brasilien vor.[3]
- Psidium occidentale Landrum & Parra-Os.: Sie wurde 2014 aus Ecuador erstbeschrieben.[3]
- Psidium oligospermum Mart. ex DC. (Syn.: Psidium claraense Urb., Psidium sartorianum (O.Berg) Nied.): Sie kommt von Mexiko bis ins tropische Amerika vor.[3]
- Psidium oncocalyx Burret: Sie kommt im brasilianischen Bundesstaat Bahia vor.[3]
- Psidium orbifolium Urb.: Dieser Endemit kommt nur im südöstlichen Kuba vor.[3]
- Psidium ovale (Spreng.) Burret: Sie kommt in Brasilien vor.[3]
- Psidium parvifolium (Griseb.) Griseb.: Dieser Endemit kommt nur in Kuba vor.[3]
- Psidium pedicellatum McVaugh: Sie kommt in Kolumbien und in Ecuador vor.[3]
- Psidium pigmeum Arruda: Sie kommt im südöstlichen Brasilien vor.[3]
- Psidium raimondii Burret: Sie kommt in Peru vor.[3]
- Psidium ramboanum Mattos: Sie kommt in Brasilien vor.[3]
- Psidium ratterianum Proença & Soares-Silva: Sie kommt in Brasilien vor.[3]
- Psidium refractum O.Berg: Sie kommt in Brasilien vor.[3]
- Psidium reptans (D.Legrand) Soares-Silva & Proença: Sie kommt in Brasilien vor.[3]
- Psidium reversum Urb.: Dieser Endemit kommt nur im östlichen Kuba vor.[3]
- Psidium rhombeum O.Berg: Sie kommt im brasilianischen Bundesstaat Bahia vor.[3]
- Psidium riparium Mart. ex DC.: Sie kommt in Brasilien vor.[3]
- Psidium robustum O.Berg: Sie kommt in Brasilien vor.[3]
- Psidium rostratum McVaugh: Sie kommt in Peru vor.[3]
- Psidium rotundatum Griseb.: Dieser Endemit kommt nur in Kuba vor.[3]
- Psidium rotundidiscum Proença & Tuler: Die 2016 erstbeschriebene Art kommt in Brasilien vor.[3]
- Psidium rufum Mart. ex DC.: Sie kommt in Brasilien vor.[3]
- Psidium rutidocarpum Ruiz & Pav. ex G.Don: Sie kommt in Peru vor.[3]
- Psidium salutare (Kunth) O.Berg: Seit 2003 gibt es fünf Varietäten:
  - Psidium salutare var. decussatum (DC.) Landrum: Sie kommt in Brasilien vor.[3]
  - Psidium salutare var. mucronatum (Cambess.) Landrum: Sie kommt von Brasilien, über Uruguay und Paraguay bis ins nördliche Argentinien vor.[3]
  - Psidium salutare var. pohlianum (O.Berg) Landrum: Sie kommt vom südlichen Venezuela und Bolivien bis Brasilien vor.[3]
  - Psidium salutare (Kunth) O.Berg var. salutare: Sie kommt vom südlichen Mexiko bis ins tropische Südamerika vor.[3]
  - Psidium salutare var. sericeum (Cambess.) Landrum: Sie kommt von Bolivien und Paraguay bis Uruguay vor.[3]
- Psidium schenckianum Kiaersk.: Sie kommt im nordöstlichen Brasilien vor.[3]
- Psidium scopulorum Ekman & Urb.: Dieser Endemit kommt nur im westlichen Kuba vor.[3]
- Psidium sintenisii (Kiaersk.) Alain: Dieser Endemit kommt nur in Puerto Rico vor.[3]
- Psidium sobralianum Landrum & Proença: Sie 2015 aus Brasilien erstbeschrieben und kommt dort von Pará bis Ceará vor.[3]
- Psidium sorocabense O.Berg: Sie kommt im südöstlichen Brasilien vor.[3]
- Psidium striatulum DC.: Sie kommt vom nördlichen Südamerika bis Brasilien vor.[3]
- Psidium tenuirame Urb.: Dieser Endemit kommt nur im östlichen Kuba vor.[3]
- Psidium trilobum Urb. & Ekman: Dieser Endemit kommt nur in Haiti vor.[3]

## Nutzung
Einige Arten liefern Obst.

## Weitere Bilder
Erdbeer-Guave (Psidium cattleyanum Afzel. ex Sabine, Syn.: Psidium littorale Raddi):

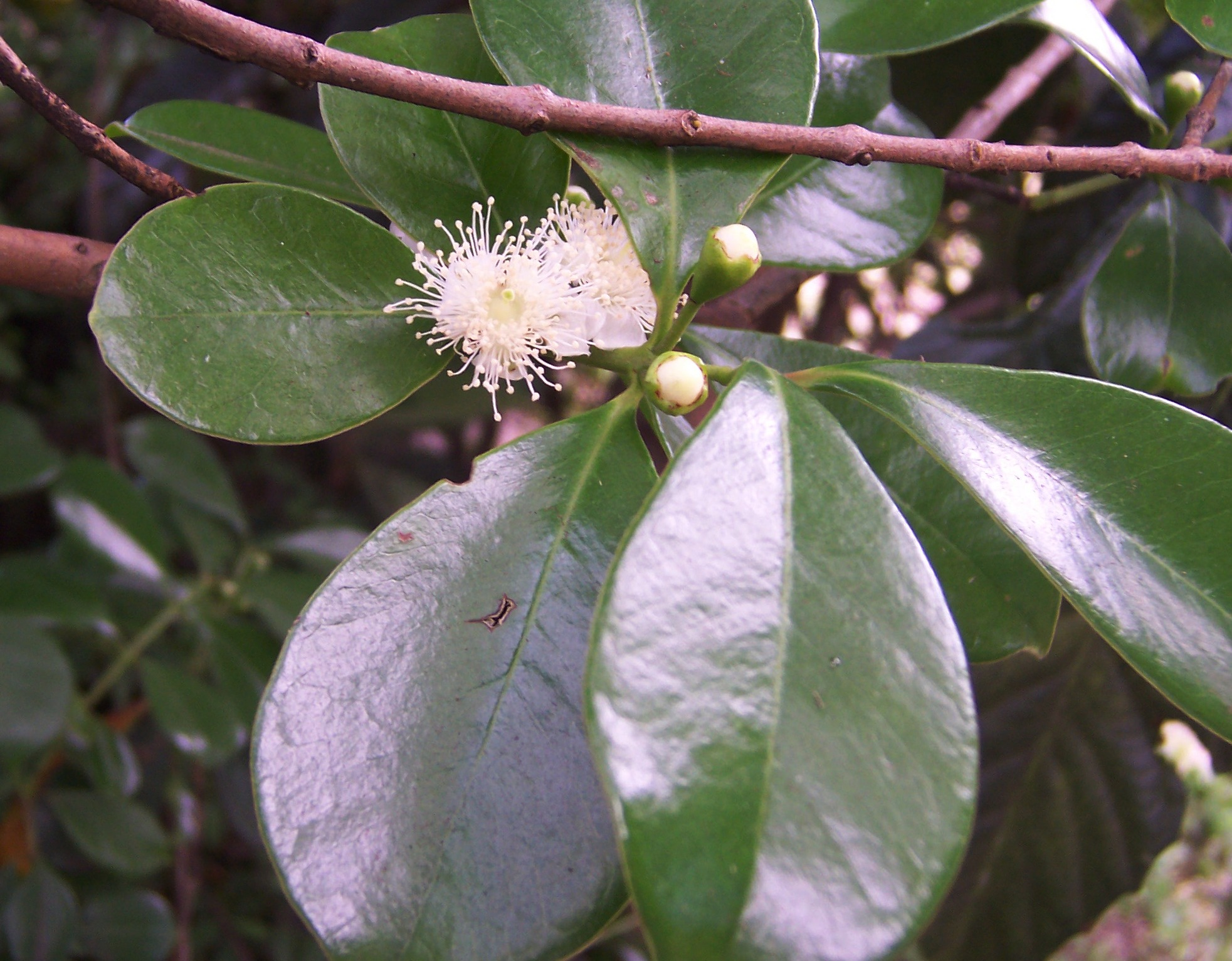
Blätter und Blüten
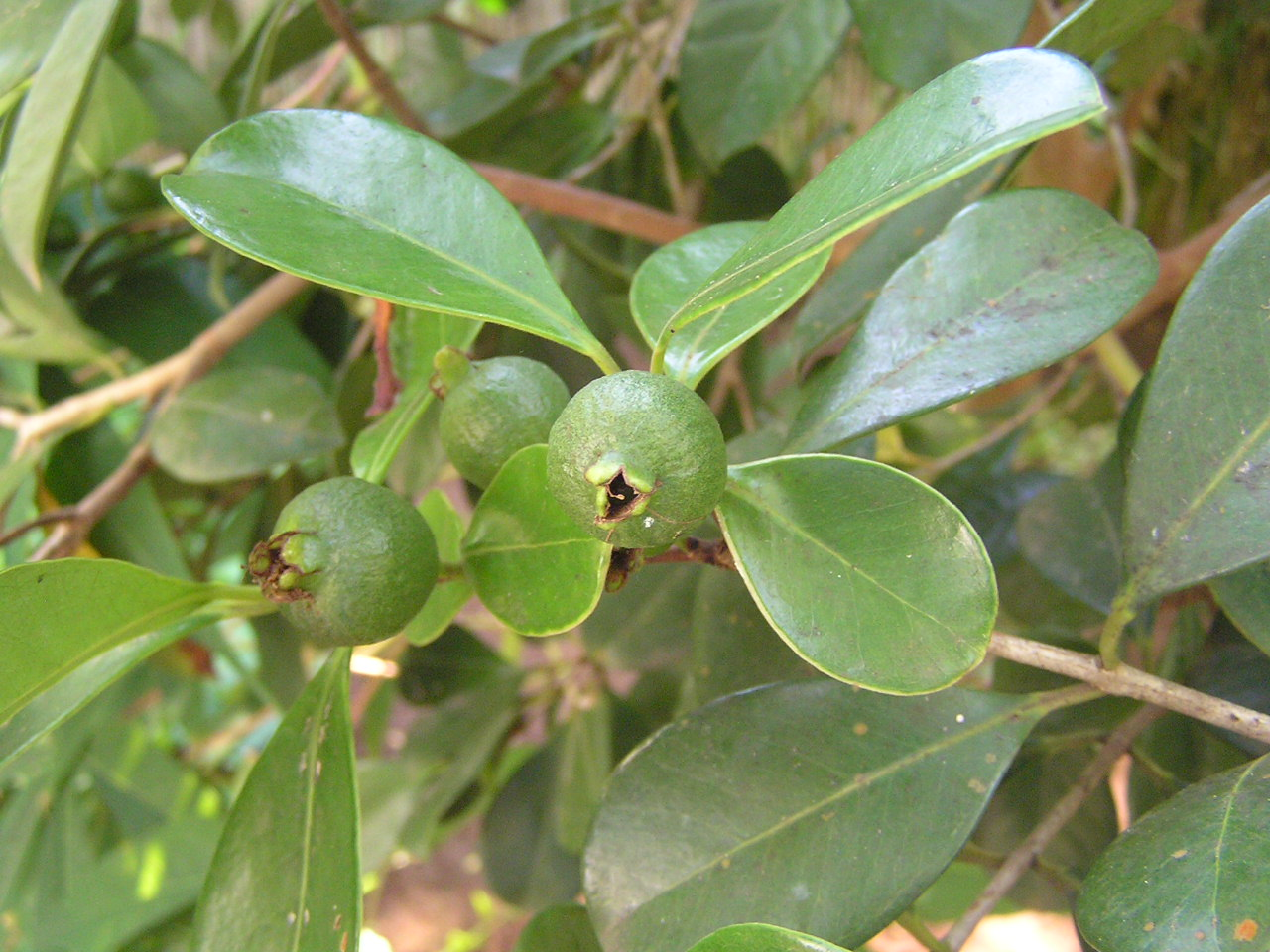
Unreife Früchte
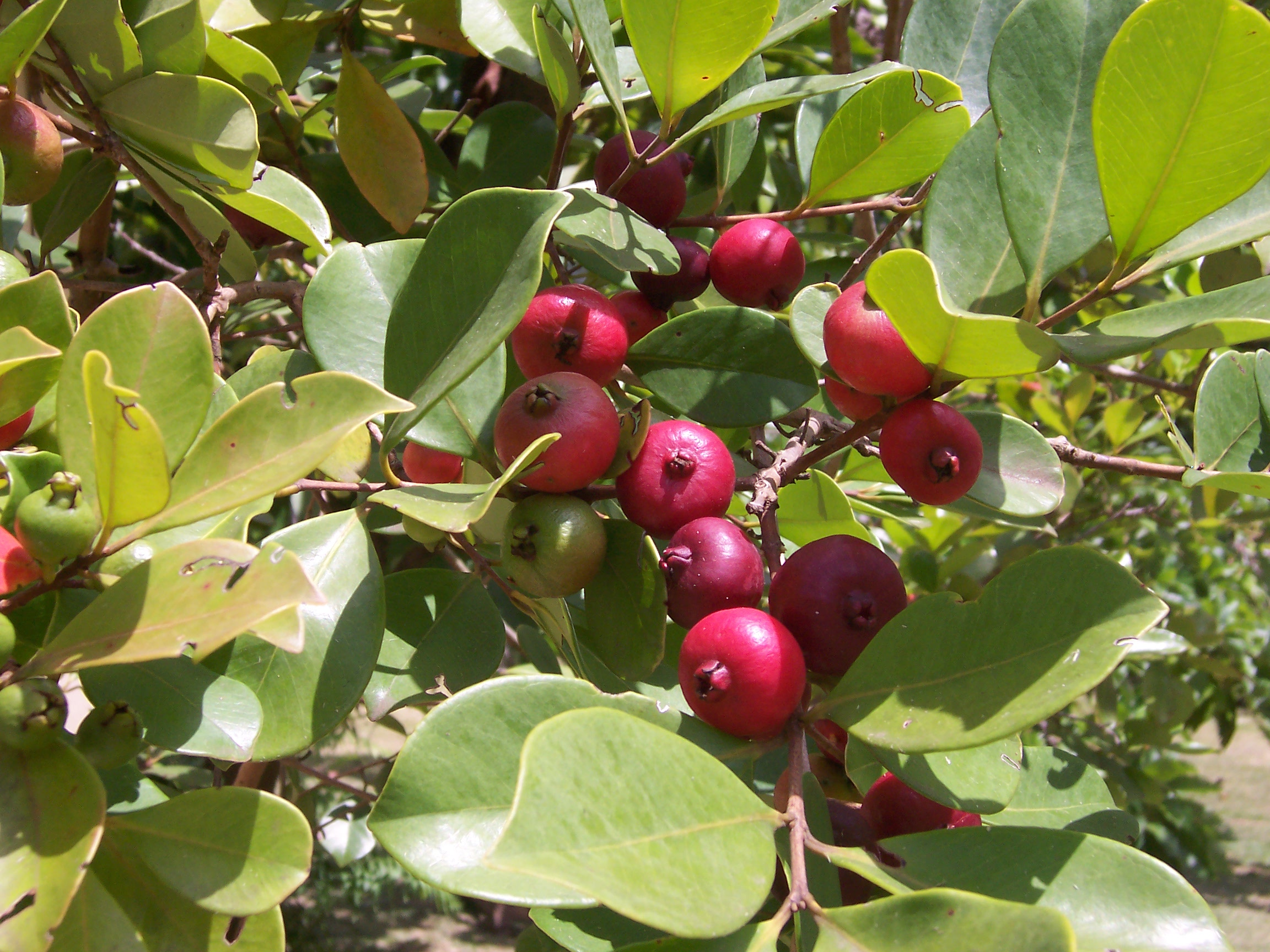
Reife Früchte
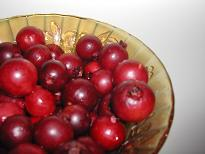
Geerntete Früchte

## Beachte
Trotz Ähnlichkeit gehört die Brasilianische Guave (Acca sellowiana) nicht zu dieser Gattung.